# Ungerundeter geschlossener Zentralvokal
Lautliche und orthographische Realisierung des ungerundeten geschlossenen Zentralvokals in verschiedenen Sprachen:
- Polnisch [⁠ɨ⁠]: y
  - Beispiel: syn [sɨn]
- Russisches [⁠ɨ⁠]: ы
  - Beispiel: сын [sɨn]
- Rumänisches [⁠ɨ⁠]: î, â
  - Beispiel: sîn [sɨn]
- Walisisches [⁠ɨ⁠]: u (in nordwalisischen Dialekten)
  - Beispiel: Cymru [ˈkəmrɨ] Wales
- Hixkaryána [⁠ɨ⁠]:ɨ
  - Beispiel: y-ahosɨ-ye
- Mapudungun [⁠ɨ⁠]: ǔ (auch ü)
  - Beispiel: Rimǔ [ˈ⁠ɻimɨ] Herbst